# Alte Freiberg-Teplitzer Poststraße
Die Alte Freiberg-Teplitzer Poststraße gehört zu den Erzgebirgspässen und war eine Verkehrsverbindung von der Bergstadt Freiberg über den Kamm des Osterzgebirges in den nordböhmischen Kur- und Badeort Teplitz.

## Vorgeschichte
Im Auftrag des Kurfürsten Friedrich August I. von Sachsen wurde am 19. September 1721 ein Befehl von großer Tragweite erlassen. Darin hieß es u. a., dass der Kurfürst „an statt der bißhero an einigen Orten gestandenen höltzernen, durchgehens, besonders aber an denen Land- und Poststrassen, steinerne Säulen aufrichten und auf selbigen die Wege und Distanz der Oerter bezeichnen zu lassen, gemeynet“. Die Umsetzung dieser Anordnung führte zu einem ganzen System von heute zum Teil noch vorhandenen Postmeilensäulen. Von dieser Maßnahme erhoffte sich der sächsische Landesherr vor allem eine Belebung des Handels und der Manufakturen in Kursachsen sowie größere Annehmlichkeiten beim Reisen.
Bereits seit 1713 bemühte sich Adam Friedrich Zürner, der spätere Land- und Grenzkommissar, mit Hilfe des sogenannten Geometrischen Wagens die Entfernungen zwischen den kursächsischen Städten gewissenhaft zu ermitteln.
1722 schickte Zürner die auf seinen Vermessungsergebnissen beruhenden Vorgaben für die Inschriften der fünf Freiberger Distanzsäulen an den Rat der Stadt Freiberg. Danach sollten in die Distanzsäule vor dem Haupttor der Freiberger Befestigungsanlagen, dem Erbischen Tor, in Richtung auf die heutige Poststraße u. a. folgende Inschriften eingemeißelt werden:
Freyberg nach Frauenstein 4 St. ½, Gräntze 8 St., Töeplitz 12 St.
Daraus ist ersichtlich, dass bereits damals eine vermessene Straße von Freiberg nach Teplitz existiert hat. Umgewandelt in heute gebräuchliche Maßeinheiten ergeben sich aus den vorstehenden Stundenangaben folgende Entfernungen: von Freiberg nach Frauenstein 20,4 km; bis zur Grenze 36,5 km und nach Teplitz 54,4 km.

## Beginn der Vermessung
Die Vermessung der Poststraße erfolgte im Sommer 1722 mit Leipziger Distanz, d. h. als Fortsetzung der in Leipzig beginnenden Poststraße. Am 20. Juli 1722 wies Adam Friedrich Zürner seinen, mit der Ausmessung dieser Straße beauftragten Bruder Carl Friedrich Zürner an: „Erst muß die Leipziger Distantz über Colditz, ohne Grimma zu berühren, bis ans Noßnische Post Hauß accurat ausgerechnet, daß Instrument darauf eingerichtet und auf der Freyberger ordentl. Land-Straße, auf welcher allezeit in den ordentl. Gleiße zu fahren, bis Freyberg gemeßen ... werden, ... Von Freyberg, allwo im Amte eben es so gemacht wird, muß die rechte Straßen nach Toepliz bis an unsere Gräntze auf der Post genau ausgefragt werden.“
Die zeitgenössischen Vermessungsprotokolle Zürners konnten leider noch nicht ermittelt werden,  doch ist es auf der Grundlage anderer Archivalien und schriftlicher Quellen sowie den Ergebnissen mehrerer Geländebegehungen möglich, den Verlauf der alten Freiberg-Teplitzer Poststraße weitgehend zu rekonstruieren.

## Verlauf der Poststraße auf sächsischer Seite
Auf der Ausgabe der kursächsischen Postlandkarte von Zürner von 1730 ist die Poststraße von Freiberg nach Teplitz insgesamt stark generalisiert und an mehreren Stellen unrichtig  dargestellt. Aus ihr ergibt sich folgende Streckenführung: Freiberg – Weißenborn – Burkersdorf – Frauenstein – Reichenau – Hermsdorf/Erzgeb. – Zollhaus – Grenze – Moldau (Moldava) – Kosten (Košťany) –Teplitz (Teplice). Auf dieser Strecke verkehrte damals eine reitende Post bzw. ein zu Fuß gehender Postbote.
|  |  |  |  |

Das Posthaus in Freiberg war zum Ausgangspunkt der Vermessung der Poststraße in Richtung Teplitz gewählt worden. Das Messinstrument im Geometrischen Wagen zeigte hier einen Stand von 22284 Ruten von Leipzig an. Vor dem Erbischen Tor begann die Teplitzer Straße. Sie überquerte den damaligen Roßplatz (Gebiet vor der jetzigen Hauptpost, jetzt Postplatz) und folgte der heutigen Poststraße bis zu deren Einmündung in den Wernerplatz. Dort befand sich früher der bekannte Gasthof „Wilder Mann“ bzw. „Schiefer“. An dessen „Gaststall“ (Ausspannung) bog die Teplitzer Straße östlich ab (heute: unterster Teil der Frauensteiner Straße) zum damals noch nicht kanalisierten Münzbach und erreichte den wichtigen Straßenknoten beim Gasthof „ABC“. In diesem Bereich fand der Viertelmeilenstein mit der Reihennummer 45 seinen Standort. „Von hier ging 1678 die Paßstraße“ vorbei, bis sie den Lerchenberg oder -hübel erreichte. Dort müssen die Verhältnisse der Teplitzer Straße zeitweise katastrophal gewesen sein, denn die Erdstraße war zu einem vielgleisigen Hohlweg ausgefahren, worüber sich bereits 1673 ein Fuhrmann beschwerte: „auf Herrn Michael Hillgerß Refier beim Höhlwege“ wären schon oft böhmische und andere Fuhrwerke umgestürzt, jedoch habe Hilger nie etwas zur Wegbesserung getan. Im Winter sei diese Stelle kaum befahrbar. 1849 wurde die heutige Frauensteiner Straße auf Staatskosten neu trassiert. Sie folgte dem alten „Langenrinner Kirchsteig“ und hieß nunmehr Neue Frauensteiner Straße. „Bis etwa 1840 wurde die Münzbachtalstraße als Paßstraße nach Frauenstein benutzt“, während der Verlauf und die Bezeichnung Teplitzer Straße allmählich in Vergessenheit gerieten.
An der Kreuzung der Teplitzer Straße mit der Kohlfuhrstraße, soll sich „¾ Stunde von der Stadt entfernt, eine kurfürstliche Poststundensäule“ befunden haben. Falls diese Angabe zutrifft, könnte es sich um die Halbmeilensäule mit der Reihennummer 46 gehandelt haben.
Vor Weißenborn überquerte die alte Poststraße die Freiberger Mulde und führte am oberen Ende von Weißenborn vorbei. Hier wird 1833 ein Chausseehaus erwähnt.
Eine weitere Halbmeilensäule (Reihennummer 50) wurde bei Süßenbach auf Burkersdorfer Rainung errichtet. Von Freiberg nach Süßenborn beträgt die Entfernung ca. 7 km, so dass die Postmeilensäulen mit den Reihennummern 47–49 folgerichtig hätten aufgestellt werden können. In Süßenbach befand sich 1824 ein „mit etwas Feldbau versehener Gasthof an der Chaussee von Freiberg nach Frauenstein und Teplitz“. Auch ein von Lichtenberg kommender Arm der sogenannten Butterstraße nach Dresden berührte einst den Ort.
Die Poststraße führte weiter über die Felder der Burkersdorfer Güter. Hier wurde zu Zürners Zeiten ein Viertelmeilenstein mit der Reihennummer 51 aufgestellt. Dieser Stein „soll im 7-jährigen Kriege ruiniret worden seyn, wovon blos der Grund Stein, noch vorhanden“.
Eine Ganzmeilensäule musste in der Nähe des damaligen Fischerguts bei Burkersdorf errichtet werden. Über die Anfuhrkosten in Höhe von 12 Groschen heißt es in den zeitgenössischen Akten: „Fuhrlohn von der gantzen Meilen Säule sub. No. 52. Von dem Schloße Frauenstein an den Berbersdorffer Vieh Weg zu führen (fahren) und selbige bei der Marque abzuladen“. Burkersdorf gehörte damals zu den größten Dörfern des Amtes Frauenstein. An der höchsten Stelle des Ortes schnitt die Freiberg-Teplitzer Poststraße die nach Friedersdorf (heute Teil der Gemeinde Klingenberg) führende Butterstraße. An dieser Stelle wird im Jahre 1828 von einem Wirtshaus und einer Schmiede berichtet.
Im sogenannten Hofebusch (auch Hof- oder Hufenbüschgen) an der Frauensteiner Rainung, auf königlichem Grund und Boden, wurde ein weiterer Viertelmeilenstein (Reihennummer 53) aufgestellt. Die Poststraße führte hier an den beiden aus Quarzit bestehenden Härtlingen Weißer Stein und Buttertöpfe vorbei.
Die Amtsstadt Frauenstein erreichte Zürner bei seiner Vermessungsfahrt durch das Freiberger Tor. Auf dem Marktplatz zeigte das Messgerät seines Geometrischen Wagens eine Entfernung von 26.823 Ruten von Leipzig an. Das sind umgerechnet 121,5 km. Hier ließ er eine Distanzsäule mit vier Schriftseiten errichten, die noch heute existiert und die Jahreszahl 1725 trägt. Bald nach Verlassen der Stadt Frauenstein durch das Böhmische Tor legte Zürner bei 27.000 Ruten den Standort der Halbmeilensäule mit der Reihennummer 54 auf dem Feld des Stadtschreibers Mäcken in der Reichenauer Flur fest, wofür der Frauensteiner Stadtschreiber 10 Groschen Fuhrlohn entrichten musste.
Südwestlich von Reichenau führte die Poststraße quer durch die dem dortigen Erbgericht gehörigen Felder. Hier wies Zürner an, den Viertelmeilenstein mit der Reihennummer 55 aufzustellen. Bei einer späteren Überprüfung wurde festgestellt, dass dieser Stein umgefallen sei, ihm fehle „der Huth, 2 Klammern und 3 Stifte“.
Zürner schrieb vor, auf Gottlieb Richters Feldern zu Reichenau eine Ganzmeilensäule mit der Nr. 56 zu setzen. Für den Transport waren 21 Groschen Fuhrlohn zu entrichten.
Das Niederdorf von Reichenau wurde von der von Rechenberg nach Dresden führenden Straße durchschnitten, während sich von der nach Teplitz führenden Poststraße die Verbindungsstraße über Seyde nach Altenberg trennte. Am Abzweig dieser beiden Straßen wurde um 1860 ein Stein mit der Aufschrift „Altenberg“ errichtet, der zum System der königlich-sächsischen Meilensteine gehörte. Im Kreuzwald führte die Teplitzer Poststraße an den Überresten einer 1430 zerstörten Wallfahrtskirche vorbei. Die Ruinen dieser „Wüsten Kirche“ wurden 1877 abgetragen. Heute erinnert an sie nur noch ein Gedenkstein mit der Aufschrift „Kirche 1877“.
Ein weiterer Viertelmeilenstein (Reihennummer 57) sollte in Hermsdorf an Samuel Preußlers Guthes Garten  aufgestellt werden. Infolge der größeren Entfernung von Frauenstein betrug der Fuhrlohn 1 Taler 4 Groschen. Ganz regulär folgte als Nächste eine „halb Meilen Säule No. 58 gleichfalls nach Hermßdorff an George Fischers Gartenzaun“. Für den Transport von Frauenstein mussten 1 Taler 8 Groschen aufgewendet werden.
Der Viertelmeilenstein Nr. 59 wurde am Nebengebäude des Zolleinnehmers Weigand beim Hermsdorfer Zollhaus errichtet. Bei einer späteren Kontrolle stellte man fest, dass dieser Stein im Siebenjährigen Krieg von den kaiserlichen Scharfschützen völlig zerstört wurde. Gleichzeitig wurde auf das Fehlen der „Stunden Säule aufn Hemmschuhe Walde, ohnweit der Böhmischen Grenze“ aufmerksam gemacht, für deren Neuanfertigung 9 Taler 2 Groschen in Anschlag gebracht worden sind. Das genannte Zollhaus hat eine lange Geschichte. In Hermsdorf befand sich seit alters her eine Zollstätte. Im Jahre 1683 legte der Zolleinnehmer Michael Meyer zu Einsiedel auf eigene Kosten ein Geleitshaus oberhalb des Dorfes am Hemmschuhwald an, in welches auf sein Ansuchen auch die Grenzzoll- und Landakzise-Einnahme verlegt wurden.

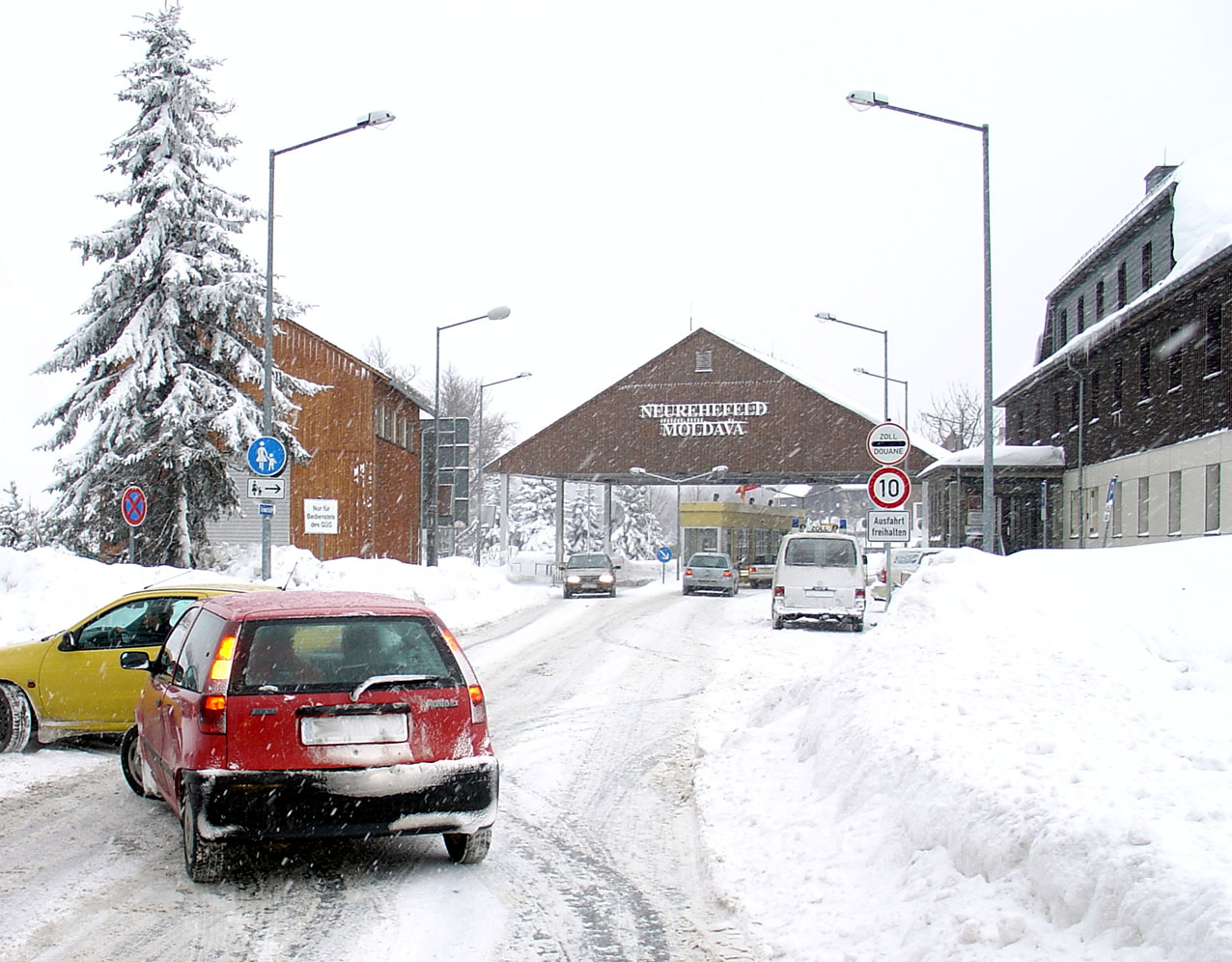
Grenzübergang Neurehefeld – Moldava

Unmittelbar neben den Häusern von Neurehefeld befindet sich heute das Naturschutzgebiet „Hemmschuh“. Dieser Name ist so alt, wie die durch dieses Waldgebiet führende Straße, denn die sogenannten Hemmschuhe waren als Bremsklötze für die Gespanne und Fuhrwerke auf abschüssiger Straße notwendig.
Zwischen den Quellen des Hirschbaches und denen des Holperbaches überschritt die alte Freiberg-Teplitzer Poststraße die Grenze zwischen dem Kurfürstentum Sachsen und dem Königreich Böhmen. Auf sächsischer Seite entstand hier im 19. Jahrhundert die Ansiedlung Neurehefeld, während auf böhmischer Seite sich mehrere Häuser, darunter die bekannte Gastwirtschaft „Fischerhaus“, um den 1884 errichteten Grenzbahnhof Moldau (Moldava) gruppierten.

## Verlauf der Poststraße auf böhmischer Seite
Auf böhmischem Gebiet wurden keine Postmeilensäulen errichtet, aber Zürner nahm auch hier Vermessungen vor. Damals erstreckten sich hier die Herrschaften Bilin (Bílina) und Teplitz im Leitmeritzer Kreis.
Den Grenzübergang und den jetzigen Ort Nove Mesto (Neustadt) verbindet heute eine asphaltierte Straße über den früheren Glaserberg. Beiderseits davon sind lange Gräben erkennbar, die Reste des alten Straßenverlaufes sind.
Nove Mesto befindet sich fast auf der höchsten Stelle der im Süden herausgehobenen Pultscholle des Erzgebirges. Von hier aus gelangt man heute auf sehr abschüssiger Straße nach Mikulov (Niklasberg). Diese Straße wurde erst im letzten Drittel des 19. Jahrhunderts neu angelegt, da sich deren alter Verlauf als zu steil und besonders bei der Schneeschmelze als kaum passierbar erwiesen hatte. Von Mikulov gelangt man im Hüttengrund (Tal des Bouřlivec) nach Hrob (Klostergrab). Zu Zürners Zeiten scheint jedoch die kürzere Verbindung über den 869 m hohen Bouřňák (Stürmer) bevorzugt worden zu sein. Westlich der heutigen Verbindungsstraße zwischen Nove Mesto und dem Bergplateau befindet sich auf längeren Strecken ein unübersehbarer, ca. 2 bis 3 m breiter, ausgefahrener Graben. Nach dem Geländebefund wurde der Steilabbruch des Erzgebirges ca. 300 m westlich des Gipfelplateaus und als Fortsetzung dieses Grabens überwunden. Dort befinden sich mehrere, bis zu ca. 6 m tiefe, gestaffelte und nach Süden gerichtete Hohlwege. Nach Ansicht der Autoren handelt es sich dabei um Überreste einer jahrhundertealten Passstraße. Beispielsweise sind im Lößgebiet des Kraichgaues zwischen Bruchsal und Heilbronn bis zu 14 m tiefe, ausgefahrene uralte „Hohlen“ von ca. 300 km Länge bekannt.
Am Fuße des Stürmers bündeln sich die zahlreichen Hohlwege. An einem von ihnen konnte ein Steinkreuz mit der Inschrift „Anton Steidl, den 8. Nov. 1808“ entdeckt werden. Die ausgefahrenen Wege streben der früher recht bedeutsamen Stadt Hrob (Klostergrab) zu. An deren Nordseite befindet sich der einstige Königshügel, eine 449 m hohe Erhebung, die nach König Friedrich Wilhelm III. von Preußen benannt worden ist, der diese 1835 erstmals besuchte und die gute Aussicht lobte.
Das Gebiet zwischen Hrob und Teplice wurde in den letzten Jahren vom nordböhmischen Braunkohlen-Tagebaubetrieb weitgehend verändert, so dass keine Reste der über Kosten (Kostany) führenden Poststraße erwartet werden können.

### Geschichte
Aus dem Jahre 1680 ist überliefert, dass auf Grund der in Böhmen wütenden Pest nur wenige Passstraßen des Erzgebirges benutzt werden durften, dazu zählte auch „die Straßen vom Klostergrab nach dem Hermsdorfer Zollhaus“.
Kaiser Joseph II. benutzte im Jahre 1779 diese Poststraße. An einem Haus am nördlichen Ausgang von Nove Mesto (Neustadt) erinnerte eine Gedenktafel des Gebirgsvereins Teplitz an den Ort, wo der Kaiser Mittagsrast hielt.
Nach dem Erlass des kursächsischen Straßenbaumandats von 1781 wurde begonnen, die Freiberg-Teplitzer Poststraße chausseemäßig auszubauen. So wurden zwischen Freiberg und der Grenze mehrere Abschnitte mit Schlacke, die damals zu den besten Straßenbaumaterialien zählte, aufgefüllt.
Im Jahre 1858 verkehrten die beiden Postkurse Nr. 258 Frauenstein-Freiberg und Nr. 260 Frauenstein-Teplitz auf dieser Straße. In den folgenden Jahren wurden an diesen Postkursen Königlich-sächsische Meilensteine errichtet, die heute von Frauenstein bis zur Landesgrenze alle noch bzw. wieder in der Nähe der Originalstandorte vorhanden sind:
- Stationsstein Frauenstein I (Marktplatz – Originalstandort am Abzweig Richtung Kleinbobritzsch)
- Stationsstein Frauenstein II (als Wegweiser-Kilometerstein, B 171)
- Abzweigstein Reichenau (als Wegweiser, Kammstraße / Butterstraße bzw. Obergebirgische Poststraße)
- Halbmeilenstein Reichenau (Nachbildung, Kammstraße / Parkplatz Weicheltmühle – Original im Gemeindeamt Hartmannsdorf-Reichenau)
- Ganzmeilenstein Hermsdorf/Erzgeb. (Parkplatz Gasthaus Buschhaus – vorher zeitweise in Neuhermsdorf am Hotel Wettin)
- Halbmeilenstein Hermsdorf/Erzgeb. (Bushaltestelle Kammstraße Abzweig Oberdorf, zwischen Abzweig Kalkwerk und Neuhermsdorf – zeitweise verschleppt als Straßenunterhaltungstein in Holzhau, Muldentalstraße)
- Abzweigstein Rehefeld-Zaunhaus (Parkplatz Hemmschuh)
- Ganzmeilenstein Rehefeld-Zaunhaus (Hemmschuhwald Richtung Grenzübergang Neurehefeld)

|  |  |  |  |

|  |  |  |  |

Der Straßenabschnitt direkt über die westliche Kuppe des „Stürmers“ scheint im 19. Jahrhundert zu Gunsten der Verbindung über Niklasberg aufgegeben worden zu sein. Letztere Straße verlor durch die im Jahre 1885 dem Personenverkehr übergebene Eisenbahnlinie Bienenmühle – Klostergrab endgültig ihre frühere Bedeutung. Die heute noch zwischen Moldava und Hrob bestehende Bahnverbindung zeichnet sich durch bemerkenswerte Kunstbauten (vier über 30 m hohe Brücken, der 300 m lange S-förmige Hirschbergtunnel und der 210 m lange Wasserscheidetunnel) und beachtliche Steigungsverhältnisse (stärkste Steigung 1:28, kleinster Kurvenradius 250 m) aus.